# Bar Bemba
El Bar Bemba es trobava al carrer de la Concepció, 44-46 de Sabadell, a uns 20 m del carrer de la Indústria. El propietari era Eduard Castells Gutiérrez i era un dels bars més populars entre el jovent alternatiu de Sabadell. S'hi reunia gent del Casal Independentista Can Capablanca i de la revista alternativa Ordint la trama, i el local havia tingut incidents amb la policia local. Durant la festa de comiat, brigades d'antiavalots d'aquesta van detenir 11 persones i provocar 22 ferits.

## Cas Bemba

### Fets
La matinada del 27 de setembre de 2003, l'anomenada «nit del Bemba», aquest bar celebrava el seu comiat, ja que el propietari del local havia decidit no renovar el lloguer. Mentre tenia lloc la festa, a la 1h. de la matinada, van aparèixer nombrosos agents de la Policia Nacional i la recentment estrenada brigada d'intervenció ràpida de la Policia Municipal, un cos d'antiavalots que a tot Espanya només tenen Madrid, Barcelona i Sabadell, amb destacats membres del consistori, com Paco Bustos, al capdavant. Aquesta unitat s'havia creat amb la voluntat inicial de fer intervencions, sobretot, a l'espai d'oci de la Zona Hermètica quan no s'havien desplegat els Mossos. Dos furgons policials van col·locar-se a cada extrem del carrer, bloquejant-lo, i quatre policies municipals van fer tancar el local al propietari i desallotjar la gent, mentre els furgons esperaven. En sortir tothom, però, la policia va posar-se nerviosa i va començar a carregar indiscriminadament contra els joves, amb Paco Bustos dirigint a peu de carrer. Es van sentir corregudes, crits i vidres trencats, de les ampolles que els joves van llençar a la policia.
La càrrega policial es va allargar fins que tots els joves van poder fugir, dispersant-se pels carrers de la ciutat. La policia els va perseguir provocant el caos al centre històric, despertant els veïns, amb nombroses càrregues policials, disparant pilotes de goma i colpejant amb les porres.
L'activitat policial es va allargar fins ben entrada la matinada. A les 3:15 es va realitzar una segona càrrega, aquesta vegada dins del Bar Sorginak, ubicat al carrer Sant Cugat, també al centre de la ciutat. Després de perseguir diversos joves dispersats, diversos furgons policials van arribar a la porta del local i van irrompre a l'interior, on es van disparar pilotes de goma, segons afirmà posteriorment el propietari del bar. Els policies van treure a tothom del bar i un cop a fora es van practicar identificacions i diverses detencions, en col·laboració amb la Policia Nacional espanyola, també present. Al llarg de la nit es produirien més càrregues en altres punts de la ciutat. La nit va finalitzar amb 11 persones detingudes (amb edats entre els 18 i 22 anys) i 22 ferits. Entre els detinguts hi havia el llavors jugador del FC Barcelona Oleguer Presas.

### Reaccions
Els fets van provocar una forta reacció ciutadana i política, incloent-ne denúncies creuades. En l'àmbit polític, diversos partits locals es van anar desmarcant de l'actuació, i finalment el PSC de Manuel Bustos es va quedar sol defensant la càrrega policial. La Policia Municipal i l'Ajuntament s'hi va personar com acusació. El 4 d'octubre del 2003, unes 3.000 persones es van manifestar per denunciar la violència policial i demanar l'absolució dels detinguts, sota el lema «Prou violència institucional. Absolució Detinguts», organitzada per la Plataforma en defensa dels detinguts el 27S. Una setmana després es va celebrar una concentració i cassolada davant l'Ajuntament, que va tornar a aplegar 2.000 persones. La campanya va seguir amb diversos actes celebrats per la ciutat i mostres de suport per part de la societat civil. A nivell judicial, es van obrir dos processos: la denuncia contra les persones detingudes i la interposada contra els responsables de l'actuació. Els joves detinguts van haver d'abonar prop de 8.000 euros que se'ls retornaran si són absolts.
Del total d'onze persones acusades per la Fiscalia, a tres els van demanar dos anys de presó i a la resta divuit mesos. El cas va desembocar en un creuament de denúncies, però la Fiscalia va demanar l'arxivament de les actuacions judicials per a vuit agents de la policia de Sabadell, un agent del Cos Nacional de Policia i l'intendent de la policia local, Jordi Roviralta. Els dos regidors imputats van ser exempts de tota responsabilitat per via judicial.
La Unitat de Suport i Recolzament (USR) va passar de 30 a 15 agents el 2014. El 2015, després de les eleccions municipals, el nou govern format per ERC, la Crida, Unitat pel Canvi i Guanyem, va decidir posar fi als grups especials de policia, tot apostant per un model de proximitat. Finalment, el 27 de setembre del 2015, 12 anys després de la seva creació, la unitat d'antiavalots de la Policia Municipal, va ser dissolta. Amb el nou govern, l'Ajuntament també es va retirar com a acusació.

### Judici
El març del 2017 es va fer públic que el judici se celebraria el 24 d'abril del mateix any. El col·lectiu d'afectats va iniciar una campanya per donar coneixement dels fets i al cap de pocs dies es va anunciar que el judici s'ajorna fins al 18 de gener del 2018. Tot i això, el dia 22 d'abril més d'un miler de persones es van manifestar pels carrers de Sabadell demanant l'absolució dels encausats. La manifestació va començar a les 18.00 hores a la plaça Marcet i es va dirigir fins a la plaça de l'Ajuntament, on es va llegir un manifest. Hi van assistir diverses personalitats polítiques, entre les quals hi havia Gabriel Rufián i Eulàlia Reguant o el secretari general de la CGT de Catalunya, Ermengol Gassiot, entre molts d'altres.
El judici es va celebrar finalment a inicis del 2018. La fiscal va demanar 12 mesos de presó per als qui abans demanava 16 mesos per atemptat i va deixar en multa econòmica tres presumptes delictes lleus de lesions. Durant el judici l'excap de la Policia Municipal, Jordi Roviralta va assegurar que la càrrega policial contra els joves es va fer contra el seu criteri policial. Es va fer per demanda expressa del llavors alcalde, Manuel Bustos. El dia 7 de febrer de 2018 va quedar vist per a sentència. El dia 2 de març es va fer pública la sentència, on s'informava que els imputats havien quedat absolts.

## Cultura popular
El grup d'Oi! sabadellenc Desperta Ferro, els components del qual sovint hi anaven, va immortalitzar els fets de la «nit del Bemba» en el seu disc Segueu Arran amb una cançó titulada Bemba Bar.

## Edifici

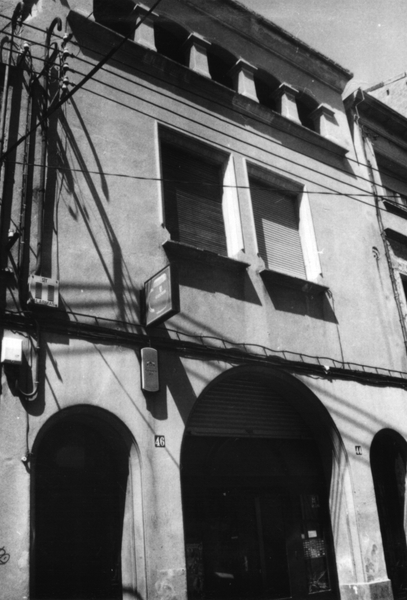
Casa Buxó

El Bar Bemba es trobava en un edifici projectat el 1925 per l'arquitecte Antoni Puig i Gairalt com a garatge i habitatge d'Antoni Oliver i Sallarès, germà de l'escriptor i poeta Joan Oliver i Sallarès i que tenia un petit negoci de venda d'automòbils. De línies austeres, respon al període en què l'arquitecte passà del noucentisme al racionalisme. A Oliver li aniria bé el negoci i el traslladà a un local de l'eixample sabadellenc. El local del garatge va ser llogar i es va convertir en una impremta local durant molts anys, i posteriorment en un bar de barri. Finalment, allotjaria el bar Bemba.